# 奥列格·戈洛瓦诺夫
奥列格·谢尔盖耶维奇·戈洛瓦诺夫（俄語：Олег Серге́евич Голованов，1934年12月17日—2019年5月24日），出生在列宁格勒，俄罗斯赛艇运动员，曾代表苏联参加1960年夏季奥运会和1964年夏季奥运会赛艇比赛，其中在1960年获得金牌。